# Chu Nhất Long
Chu Nhất Long (giản thể: 朱一龙; phồn thể: 朱一龍; bính âm: Zhū Yīlóng, sinh ngày 16 tháng 4 năm 1988) là một nam diễn viên người Trung Quốc. Anh tốt nghiệp khoa diễn xuất của Học viện Điện ảnh Bắc Kinh khóa 2006 (tốt nghiệp năm 2010). Anh được biết đến với các vai diễn trong phim truyền hình Tình định tam sinh (2014), Tân Tiêu Thập Nhất Lang (2016), Tân biên thành lãng tử (2016), Trấn Hồn (2018), Minh Lan Truyện (2018), Trùng Khởi Chi Cực Hải Thính Lôi (2020), Kẻ phản nghịch (2021).

## Sự nghiệp

### 2009 - 2013: Khởi đầu
Anh ra mắt trong bộ phim Tái sinh duyên vào năm 2009. Sau đó, anh tham gia vào một chuỗi phim điện ảnh "Nhi nữ truyền kỳ" như: Tân nương bị đánh cắp, Ngôi nhà màu đỏ, Huyết Ngọc Chú,... Một trong những vai diễn đáng chú ý nhất trong sự nghiệp đầu tiên của anh là Chu Thường Tuân trong loạt phim Đại Minh Tần Phi; Tướng quân Quân Thực trong Đại Minh cung truyền kỳ, cũng như đóng vai một anh hùng dân tộc trong bộ phim chiến tranh Phong vũ phạm tịnh sơn.

### 2014 - 2017: Phát triển
Năm 2014, anh lần đầu tiên được công nhận cho vai diễn trong bộ phim tình cảm dân quốc Tình định tam sinh với vai diễn hào môn thiếu gia Trì Thuỵ, đã mang lại cho anh giải thưởng "Nam diễn viên được mong đợi nhất" tại Lễ trao giải Đông phương Giải thưởng Ảnh hưởng Châu Á.
Năm 2015, anh được công nhận nhiều hơn sau khi đóng vai Doanh Tắc trong bộ phim cổ trang nổi tiếng Mị Nguyệt Truyện.
Tháng 2/2016, anh góp mặt trong bộ phim truyền hình võ thuật Tân Tiêu Thập Nhất Lang, dựa trên cuốn tiểu thuyết cùng tên của Cổ Long. Anh đóng vai phản diện chính, Liên Thành Bích. Diễn xuất của anh đã mang lại cho anh giải thưởng Nam diễn viên phụ xuất sắc nhất tại Lễ trao giải TVS. Tháng 7, anh tham gia một bộ phim khác chuyển thể từ tiểu thuyết của Cổ Long - Tân Biên thành lãng tử. Và cũng nhờ Phó Hồng Tuyết trong bộ phim này cũng giúp anh được biết đến rộng rãi hơn.
Ngày 24/10/2016, anh thành lập Studio Thượng Hải – Phòng công tác Văn hóa Điện ảnh Truyền hình Chu Nhất Long (ngày 17/04/2019, đổi tên thành Studio Thượng Hải - Phòng công tác Văn hoá Điện ảnh Truyền hình Giản Đồ), là doanh nghiệp tư nhân do anh là người đại diện pháp luật.
Ngày 22/02/2017, anh thành lập Studio Đông Dương – Phòng công tác Văn hóa Điện ảnh Truyền hình Chu Nhất Long tại thành phố Đông Dương, Kim Hoa, tỉnh Chiết Giang, là doanh nghiệp tư nhân do anh là người đại diện pháp luật.
Năm 2017, anh đóng nam chính trong bộ phim truyền hình Ngự tỷ trở về, cùng An Dĩ Hiên. Cùng năm, anh đóng vai phụ trong bộ phim điện ảnh Mật chiến bên cạnh Quách Phú Thành.

### 2018 - 2020: Bứt phá Truyền hình
Tháng 6/2018, anh gây chú ý với phim chiếu mạng Trấn hồn (phát sóng trên Youku). Bộ phim giúp anh trở thành một trong những ngôi sao được tìm kiếm nhiều nhất trên mạng. Anh đã giành giải thưởng Nam diễn viên nổi tiếng tại Lễ trao giải điện ảnh Weibo 2018. Forbes Trung Quốc đã liệt kê anh vào danh sách 30 người có ảnh hưởng dưới 30 tuổi, những người có ảnh hưởng đáng kể trong lĩnh vực của họ. Tháng 9, anh xuất hiện trong bộ phim webdrama Hứa với em Phù Sinh Nhược Mộng. Tháng 12, anh vào vai Tề Hành trong phim truyền hình Minh Lan Truyện chính thức phát sóng trên đài Hồ Nam. Với Minh Lan Truyện, bộ phim giúp anh có đề cử giải thưởng truyền hình Bạch Ngọc Lan lần thứ 25.
Năm 2019, anh xuất hiện trong vai Tỉnh Nhiên phim Người bạn thật sự của tôi. Cùng năm, anh được xếp thứ 17 trong danh sách 100 người nổi tiếng của Forbes Trung Quốc.
Ngày 20/02/2020, anh chính thức thành lập Công ty TNHH Văn hóa Điện ảnh Truyền hình Giản Đồ Hạ Môn, do anh làm Tổng giám đốc, giám sát viên Lý Thiền . Giản Đồ bắt nguồn từ hai câu thành ngữ《大道至简，徐徐图之》dịch nghĩa là "chân lý rất đơn giản, từ từ lên kế hoạch".
Tháng 7/2020, anh xuất hiện trong webdrama phiêu lưu mạo hiểm "Đạo mộ bút ký chi Trùng Khởi - Cực hải thính lôi" với vai nam chính Ngô Tà, dưới sự cầm trịch của tác giả Nam Phái Tam Thúc và hộ tống bởi dàn diễn viên chất lượng Hồ Quân, Trần Minh Hạo cùng các gương mặt quen thuộc Trần Sở Hà, Mao Hiểu Đồng, và diễn viên trẻ Hoàng Tuấn Tiệp, Hoàng Mộng Oánh... Cùng năm, anh được xếp thứ 12 trong danh sách 100 người nổi tiếng của Forbes Trung Quốc. Tháng 9/2020, anh xuất hiện trong bộ phim Tôi thân yêu, với vai nam chính Trần Nhất Minh hợp tác cùng Lưu Thi Thi, đây là bộ phim mang đề tài tình yêu thành thị.
Tháng 6/2021, anh diễn vai chính Lâm Nam Sinh trong Kẻ phản nghịch cùng Đồng Dao, cùng sự góp mặt của các diễn viên khác như Vương Dương, Vương Chí Văn, Chu Châu, Lý Cường,... Bộ phim được chuyển thể từ tiểu thuyết cùng tên của Tý Ngu, do biên kịch Châu Du cầm trịch.
Ngoài ra còn một bộ phim đang chờ lên sóng là: Hạ mộng cuồng thi khúc khai máy năm 2016;

### 2021 - đến nay: Bức phá Điện ảnh
Phong bộc (tên cũ Độ sâu vô hạn) ra rạp vào 17/09/2021 thu về 437 triệu NDT trở thành quán quân phòng vé Trung thu cùng năm.
Xuyên qua mùa đông giá rét ôm lấy bạn hợp tác với Hoàng Bột và Giả Linh ra rạp vào 24.12.2021 thu về hơn 900 triệu NDT . Qua năm 2022 cũng giúp anh có giải thưởng điện ảnh đầu tiên Giải Kim Lộc - Liên hoan phim Trường Xuân.
Ngày 24/06/2022, bộ phim Nhân sinh đại sự đạo diễn mới Lưu Giang Giang đoạt doanh thu phòng vé 1 tỷ 712 triệu NDT. Trở thành phim đứng thứ 4 doanh thu điện ảnh 2022, đứng thứ 25 doanh thu phòng vé điện ảnh Trung Quốc đương đại, đứng đầu dòng phim về đề tài tình cảm gia đình (cập nhật đến ngày 13/11/2022). Bộ phim cũng giúp Chu Nhất Long đoạt giải thưởng Nam diễn viên chính xuất sắc cuả giải thưởng điện ảnh Kim Kê lần thứ 35, một trong những giải thưởng điện ảnh lớn nhất Trung Quốc.

## Danh sách phim

### Điện ảnh
| Năm  | Ngày ra rạp             | Tên phim                                   | Tên tiếng Trung | Vai diễn                       | Ghi chú                                                        |
| ---- | ----------------------- | ------------------------------------------ | --------------- | ------------------------------ | -------------------------------------------------------------- |
| 2009 | 10.04.2009              | Tái sinh duyên                             | 再生缘          | Nguyễn Ứng 阮应                |                                                                |
| 2009 | 12.06.2009              | Tân nương bị đánh cắp                      | 抢来的新娘      | Tiêu Tử Hàn 肖子韩             |                                                                |
| 2009 | 10.07.2009              | Ngôi nhà màu đỏ                            | 血色深宅        | Tiết Tự Mục 薛自牧             |                                                                |
| 2009 | 31.07.2009              | Huyết ngọc chú                             | 血玉咒          | Chu Ngọc Bạch 周玉白           |                                                                |
| 2010 | 05.02.2010              | Bảo tàng tầm tung                          | 宝藏寻踪        | Thượng Quan Vân Phong 上官云峰 |                                                                |
| 2010 | 19.02.2010              | Đại Minh tần phi                           | 大明嫔妃        | Chu Thường Tuân 朱常洵         | Series phim điện ảnh                                           |
| 2010 | 11.03.2010              | Dạ lang                                    | 夜郎            | Dương Chí 杨志                 | Quay năm 2008                                                  |
| 2010 | 12.03.2010              | Sai giá                                    | 错嫁            | Thẩm Phóng 沈放                |                                                                |
| 2010 | 20.08.2010              | Yên chi kiếp                               | 胭脂劫          | Diệp Tàng 叶藏                 |                                                                |
| 2010 | 01.10.2010              | Đại Minh cung truyền kỳ                    | 大明宫传奇      | Tướng quân Quân Thực 将军君实  | Bộ phim Châu Á IMAX3D đầu tiên                                 |
| 2010 | 17.12.2010              | Thâm khuê nghi vân                         | 深闺疑云        | Hà Thiên Du 何天瑜             |                                                                |
| 2011 | 14.01.2011              | Sứ mệnh tuyệt mật                          | 绝密使命        | Kim Thiết Tâm 金铁心           |                                                                |
| 2011 | 11.03.2011              | Khôi cô nương                              | 灰姑娘          | Lạc Hoài Phong 洛怀风          |                                                                |
| 2011 | 09.04.2011              | Thích phi                                  | 刺妃            | Diệp Phàm 叶凡                 |                                                                |
| 2011 | 13.05.2011              | Bạch hồ tiên                               | 白狐仙          | Dư Nhất Hồng 余一鸿            |                                                                |
| 2011 | 31.05.2011              | Cổ nhạc thanh xuân                         | 鼓乐青春        | Lâm Phong 林风                 |                                                                |
| 2011 | 03.06.2011              | Cuộc chiến đóa nhi                         | 朵儿的战争      | Mạch Hòa 麦禾                  |                                                                |
| 2011 | 09.07.2011              | Thân sĩ đại đạo                            | 绅士大盗        | Ngô Húc Đông 吴旭东            |                                                                |
| 2011 | 22.07.2011              | Quỷ môn quan                               | 鬼门关          | Cung Thiết Tâm 宫铁心          |                                                                |
| 2011 | 25.11.2011              | Liệp dã nhân                               | 猎野人          | Dã Nhân 野人                   |                                                                |
| 2012 | 07.07.2012              | Du khuy giả                                | 偷窥者          | Giang Tâm Bạch 江心白          |                                                                |
| 2012 | 24.07.2012              | Sát cơ tứ phục                             | 杀机四伏        | Đàm Vy 谭帏                    |                                                                |
| 2012 | 04.08.2012              | Chiến địa tình thiên                       | 战地情天        | Cận Phi Ngư 靳非鱼             |                                                                |
| 2013 | 10.02.2013              | Tình yêu không NG                          | 爱情不NG        | Diễn Kỹ Ca 演技哥              |                                                                |
| 2015 | 24.06.2015              | Dõi theo nhịp đập trái tim anh             | 贴着你的心跳    | Tạ Vũ Hàng 谢宇航              | Điện ảnh công ích                                              |
| 2016 | 28.10.2016              | Dục anh thất                               | 育婴室          | Mông Thiếu Huy 蒙少晖          | Hợp tác Thái Lan                                               |
| 2017 | 20.10.2017              | Mùa hạ của Hồ Dương                        | 胡杨的夏天      | Hồ Dương 胡杨                  | Điện ảnh công ích                                              |
| 2017 | 03.11.2017              | Mật chiến                                  | 密战            | Sầm Tử Mặc 岑子默              |                                                                |
| 2019 | 30.09.2019              | Tôi và tổ quốc của tôi                     | 我和我的祖国    | Tống Nguyệt Cường 宋月强       | Lính hộ cờ - Phim kỉ niệm đề tài dâng tặng lễ vật              |
| 2020 | 01.07.2021              | 1921                                       | 1921            | Chu Ân Lai                     | Tencent và Tập đoàn Duyệt Văn hợp tác sản xuất                 |
| 2021 | 17.09.2021              | Phong bộc Tên cũ Độ sâu vô hạn《无限深度》 | 峰爆            | Hồng Dực Châu 洪翼舟           | Khai máy 02/01/2021 Đóng máy 09/04/2021 Công chiếu: 17/09/2021 |
| 2021 | 24.12.2021              | Xuyên qua mùa đông buốt giá ôm lấy bạn     | 穿过寒冬拥抱你  | Diệp Tử Dương 叶子扬           | Công chiếu: 31/12/2021                                         |
| 2022 | 24.06.2022              | Nhân sinh đại sự                           | 人生大事        | 莫三妹 Mạc Tam Muội            | Khai máy 25/5/2021 Đóng máy 01/08/2021 Công chiếu 24/06/2022   |
| 2022 | 12.2022 (chưa xác định) | Cô gái biến mất                            | 消失的她        | 何非 Hà Phi                    | Khai máy 2022 Đóng máy 2022 Công chiếu 2022                    |

### Truyền hình
| Năm            | Ngày lên sóng | Tên phim                             | Tên tiếng Trung          | Vai diễn                                                       | Ghi chú |
| -------------- | ------------- | ------------------------------------ | ------------------------ | -------------------------------------------------------------- | --- |
| 2010           | 22.01.2010    | Khổng Tử                             | 孔子                     | Sứ giả nước Vệ                                                 | |
| 2011           | 12.10.2011    | Phong vũ phạm tịnh sơn               | 风雨梵净山               | Tôn Như Bách 孙如柏                                            | Chiếu đài Bắc Kinh |
| 2011           | 25.11.2011    | Lấy vợ vào, xuất giá đi              | 娶进来嫁出去             | Lý Căn 李根                                                    | webdrama chiếu Youku |
| 2012           | 27.02.2012    | Vương Dương Minh                     | 王阳明                   | Chu Hậu Chiếu 朱厚照                                           | chiếu Hàn Quốc |
| 2012           | 26.10.2012    | Ba tờ văn bản y tế kỳ lạ             | 怪医文三块               | Hải Đông Thăng 海东升                                          | Chiếu đài Nam Kinh và Sơn Đông                                                                                                   |
| 2014           | 19.03.2014    | Gia yến                              | 家宴                     | Phùng Đậu Tử 冯豆子                                            | 19/03/2014 Chiếu đài Bắc Kinh, Giang Tây, Quảng Đông 23/03/2014 Chiếu đài Hồ Bắc                                                 |
| 2014           | 09.07.2014    | Tình định tam sinh                   | 情定三生                 | Trì Thụy 迟瑞                                                  | 21/11/2014 chiếu đài Quảng Đông, Hồ Bắc và Tứ Xuyên 27/11/2014 chiếu đài Bắc Kinh và Sơn Đông                                    |
| 2015           | 30.11.2015    | Mị Nguyệt truyện                     | 芈月传                   | Doanh Tắc 嬴稷                                                 | Chiếu đài Đông Phương và Bắc Kinh                                                                                                |
| 2016           | 09.02.2016    | Tân Tiêu thập nhất lang              | 新萧十一郎               | Liên Thành Bích 连城璧                                         | Chiếu đài Bắc Kinh và Quảng Đông                                                                                                 |
| 2016           | 14.07.2016    | Nói với em tình yêu của anh          | 我的爱对你说             | Phàn Vĩ 樊伟                                                   | Chiếu đài Hồ Bắc và Quảng Đông                                                                                                   |
| 2016           | 18.07.2016    | Tân Biên thành lãng tử               | 新边城浪子               | Phó Hồng Tuyết 傅红雪                                          | Chiếu đài Hồ Bắc và Quảng Đông                                                                                                   |
| 2017           | 21.04.2017    | Ngự tỷ trở về                        | 御姐归来                 | Hà Khai Tâm 何开心                                             | Chiếu CCTV8 |
| 2017           | 04.12.2017    | Hoa tạ hoa phi hoa mãn thiên         | 花谢花飞花满天           | Hoa Vô Tạ 花无谢                                               | Chiếu Tencent và Chiết Giang |
| 2018           | 13.06.2018    | Trấn hồn                             | 镇魂                     | Thẩm Nguy / Hắc Bào Sứ / Dạ Tôn 沈巍/黑袍使/夜尊               | webdrama chiếu Youku |
| 2018           | 07.09.2018    | Hứa với em phù sinh nhược mộng       | 许你浮生若梦             | La Phù Sinh / Trình Mộ Sinh / La Cần Canh 罗浮生/程慕生/罗勤耕 | webdrama chiếu Youku |
| 2018           | 25.12.2018    | Minh Lan truyện/ Hồng phai xanh thắm | 知否？知否？应是绿肥红瘦 | Tề Hành (Tề Nguyên Nhược) 齐衡 (齐元若)                        | Quay 2018 Phát sóng 25/12/2018 Hồ Nam                                                                                            |
| 2019           | 12.03.2019    | Thiên Võng Hành Động                 | 天网行动                 | Bàng Gia 庞嘉                                                  | webdrama chiếu Youku Quay năm 2012 Phát sóng 12/03/2019                                                                          |
| 2019           | 19.05.2019    | Người bạn thật sự của tôi            | 我的真朋友               | Tỉnh Nhiên 井然                                                | Quay năm 2018 Phát sóng 19/05/2019 Đông Phương, Chiết Giang TV                                                                   |
| 2020           | 15.07.2020    | Trùng Khởi Chi Cực Hải Thính Lôi     | 盗墓笔记：重启之极海听雷 | Ngô Tà 吴邪                                                    | - Web drama quay 2018 - Phần 1 phát sóng Iqiyi & Youku: 22/07/2020 - 13/08/2020 - Phần 2 phát sóng Iqiyi: 13/09/2020 - 6/10/2020 |
| 2020           | 07.09.2020    | Tôi thân yêu                         | 亲爱的自己               | Trần Nhất Minh 陈一鸣                                          | - Quay 05/10/2019 - 04/2020 - Phát sóng 07/09/2020 - 11/10/2020 đài Hồ Nam (giờ vàng)                                            |
| 2021           | 07.06.2021    | Kẻ phản nghịch                       | 叛逆者                   | Lâm Nam Sanh 林楠笙                                            | - Khai máy 16.04.2020 - Đóng máy 28.08.2020 - Phát sóng CCTV8 (giờ vàng) 07/06/2021 - 29/06/2021                                 |
| 2021           | 11.07.2021    | Bắc Triệt Nam Viên                   | 北辙南辕                 | Con trai Lữ Chính (khách mời)                                  | Chiếu trên iQiyi |
| Chưa phát sóng |               | Hạ mộng cuồng thi khúc               | 夏梦狂诗曲               | Kha Trạch 柯泽                                                 | quay năm 2016 |

****(in đậm là vai chính)

### Phim ngắn
| Năm  | Tên phim                            | Tên tiếng Trung  | Vai diễn              | Ghi chú |
| ---- | ----------------------------------- | ---------------- | --------------------- | --- |
| 2007 | Đường lớn ấm áp                     | 暖昧大街         | Tuỳ Hân 随昕          | Bài tập đại học |
| 2009 | Trời sinh một đôi                   | 天生一对         | Kiêu Long 枭龙        | Tác phẩm tốt nghiệp                                                                                                  |
| 2015 | Tân nương thế thân                  | 替身新娘         | Phó Thành Huân 傅成勋 | Toàn viên tăng tốc (tập 5)                                                                                           |
| 2019 | Người trẻ Trung Quốc trên tuyến đầu | 头条里的青春中国 | Đặng Giá Tiên 邓稼先  | Kỷ niệm 70 năm lập quốc do Trung ương Đoàn Thanh niên sản xuất                                                       |
| 2020 | Wrinkle, Women, Wonderful？         |                  | Nhà khoa học 科学家   | Mini-series quảng cáo L'oreal hợp tác với GQ quảng bá sản phẩm mới (hợp tác với Tống Dật, Trần Sổ và Lam Doanh Oánh) |
| 2020 | Bạn khoẻ không                      | 你好吗           | con trai 儿子         | Đề tài chống dịch, tham dự hạng mục phim công ích tại Liên hoan phim Bách hoa ngày 24.09.2020                        |
| 2020 | Bạn bên trong gương                 | 镜中的你         | nhà nghệ thuật Z      | Phim ngắn của Tạp chí VogueFilm                                                                                      |

## Âm nhạc
| Năm  | Tên bài hát                                   | Album                                                      | Ghi chú                                              |
| ---- | --------------------------------------------- | ---------------------------------------------------------- | ---------------------------------------------------- |
| 2014 | Hằng Tinh - 恒星                              | Nhạc phim Tình định tam sinh                               |                                                      |
| 2016 | Tôi sẽ chờ - 我会等                           | Nhạc phim Dục Anh Thất                                     |                                                      |
| 2017 | Tình yêu điên cuồng - 疯狂的爱                | Nhạc phim Ngự tỷ trở về                                    |                                                      |
| 2018 | Phi hành thời gian - 时间飞行                 | Nhạc phim Trấn Hồn (phim mạng)                             |                                                      |
| 2018 | Địa Tinh đụng Hải Tinh" - 地星撞海星          | Gameshow Happy Camp                                        |                                                      |
| 2018 | Hứa với em phù sinh nhược mộng - 许你浮生若梦 | Nhạc phim Hứa với em phù sinh nhược mộng                   | với An Duyệt Khê                                     |
| 2018 | Nơi giấc mơ bắt đầu - 梦开始的地方            | Bài hát từ thiện: 人人都是志愿者                           | với Cát Khắc Tuyển Dật, Lý Duy, Lý Phi Nhi           |
| 2019 | Long Văn - 龙文                               | Bài hát dâng tặng tổ quốc, quảng bá truyền thống Trung Hoa | với Đồng Văn Hoa                                     |
| 2019 | Ánh sáng hướng thượng 向上的光                | Dự án Thanh niên Trung quốc                                |                                                      |
| 2019 | Tôi và tổ quốc của tôi 我和我的祖国           | Kỷ niệm 70 năm lập quốc                                    | với Âu Hào, Châu Đông Vũ, Lưu Hạo Nhiên, Trần Phi Vũ |
| 2019 | Sơn Thủy Tương Liên - 山水相恋                | Hội nghị Cổ Điền CCTV "Heart to Heart 央視心連心"          | với Giang Sơ Ảnh                                     |
| 2019 | Người theo đuổi giấc mộng - 追梦人            | Đêm hội chào năm mới của đài Đông Phương                   |                                                      |
| 2019 | Nhảy lên nào thanh xuân - 青春跃起来          | Chương trình Xuân vãn CCTV 2019                            | với Lý Dịch Phong                                    |
| 2020 | Vũ Hán, Bạn khoẻ không - 武汉，你好吗         | Cổ vũ Vũ Hán vượt qua dịch bệnh                            | với Lý Hiện, Thường Thạch Lỗi, Đậu Đậu               |
| 2020 | Trùng khởi - 重启                             | Nhạc phim Trùng Khởi chi cực hải thính lôi                 |                                                      |
| 2020 | Nhảy xuống - 往下跳                           | Nhạc phim Trùng Khởi chi cực hải thính lôi                 |                                                      |
| 2020 | Thiết tam giác - 铁三角                       | Nhạc phim Trùng Khởi chi cực hải thính lôi                 | với Trần Minh Hạo, Hoàng Tuấn Tiệp                   |
| 2020 | Tôi thân yêu - 亲爱的自己                     | Nhạc phim Tôi thân yêu                                     | với Keyso Thọ Quân Siêu                              |
| 2020 | Người thân yêu - 亲爱的你                     | Nhạc phim Tôi thân yêu                                     |                                                      |
| 2021 | Kẻ phản nghịch - 叛逆者                       | Nhạc phim Kẻ phản nghịch                                   |                                                      |
| 2022 | Nhân sinh đại sự - 人生大事                   | Nhạc phim Nhân sinh đại sự                                 | Đơn ca & song ca với Dương Ân Hựu                    |

Quay MV
- Năm 2009:《爱转移 - Tình yêu chuyển nhượng》、《天使之歌 - Bài ca Thiên Sứ》 của ca sĩ Nhan Sở Sam(颜楚杉)

## Chương trình tống nghệ
| Năm  | Ngày/ tháng | Chương Trình                                                                    | Tiết mục                                                         | Thể loại                                             | Ghi chú                                                                                                   |
| ---- | ----------- | ------------------------------------------------------------------------------- | ---------------------------------------------------------------- | ---------------------------------------------------- | --- |
| 2015 | 04.12.2015  | Toàn Viên Tăng Tốc (Run for time)                                               | Tân nương thế thân 《替身新娘》                                  |                                                      | Tập 5 |
| 2016 | 09.11.2016  | Bếp Vẹt Cưng - Parrot Kitchen (鹦鹉厨房)                                        | Galaxy Mirror Cake                                               | Chương trình ẩm thực                                 | |
| 2018 | 25.05.2018  | Thư Trung Quốc (信·中国) CCTV                                                   | Tác phẩm ''Tình Cha con''                                        | Đọc thư                                              | Hợp tác cùng Vương Cương                                                                                  |
| 2018 | 14.07.2018  | Khoái lạc đại bản doanh (Happy Camp) (快乐大本营)                               | Ca khúc ""Địa Tinh đụng Hải Tinh" - 地星撞海星                   | Song ca, Gameshow                                    | Quảng bá phim Trấn Hồn                                                                                    |
| 2018 | 04.08.2018  | Đêm hội Thanh Xuân Xoài (Mango Youth Night Festival) 青春芒果夜 2018            | Ca khúc "Non Nửa" (Tiểu Bán) 《小半》                            | Song ca                                              | Hợp tác với Mã Bá Khiên                                                                                   |
| 2018 | 30.09.2018  | Huyễn Nhạc Chi Thành (Phanta City) 幻乐之城 2018 - Mùa 1                        | Tiểu phẩm "Hề" 《丑》                                            | Nhạc kịch                                            | Hợp tác đạo diễn Nguy Tiếu, diễn viên nhí Cửu Nguyệt                                                      |
| 2018 | 16.10.2018  | Thần tượng đọc sách (Idol Read) 榜样阅读                                        | Tác phẩm ''Diệp Thánh Đào tiên sinh - Trương Trung Hành''        | Đọc sách                                             | Kỳ 5 |
| 2018 | 31.12.2018  | Đêm hội chuyển năm Hồ Nam 湖南卫视跨年演唱会                                    | Ca khúc "Nam Hài" 《男孩》                                       | Đơn ca                                               | Đàn hát piano                                                                                             |
| 2019 | 01.01.2019  | Tết Dương Lịch CCTV 央视元旦晚会                                                | Ca khúc ''Thiếu niên tráng trí bất ngôn sầu'' 《少年壮志不言愁》 | Đơn ca                                               | |
| 2019 | 26.01.2019  | Trực Thông Xuân Vãn CCTV 直通春晚                                               | Giao lưu                                                         | Khách mời                                            | Chương trình chuẩn bị đón tết Nguyên Đán 2019                                                             |
| 2019 | 04.02.2019  | Gala chào xuân CCTV (Xuân Vãn) 中央电视台春节联欢晚会 2019                      | Ca khúc "Thanh Xuân nhảy lên nào" 《青春跃起来》                 | Song ca                                              | |
| 2019 | 04.05.2019  | Đêm hội Ngũ Tứ CCTV 央视五四晚会                                                | Ca khúc "Anh Hùng Tán Ca" 《英雄赞歌》                           | Đơn ca                                               | |
| 2019 | 27.07.2019  | Đêm hội Thanh Xuân Xoài (Mango Youth Night Festival) 青春芒果夜 2019            | Ca khúc " Tôi muốn em" 《我要你》                                | Đơn ca                                               | |
| 2019 | 27.07.2019  | Đêm hội Thanh Xuân Xoài (Mango Youth Night Festival) 青春芒果夜 2019            | Ca khúc ''Tôi muốn chúng ta ở bên nhau'' 《我要我们在一起》      | Đơn ca                                               | |
| 2019 | 31.12.2019  | Đêm hội chuyển năm đài Đông Phương 东方卫视跨年演唱会                           | Ca khúc "Truy Mộng Nhân" 《追梦人》                              | Đơn ca                                               | Tiết mục: Thần tượng của tôi và thần tượng của thần tượng của tôi                                         |
| 2019 | 31.12.2019  | Đêm hội chuyển năm đài Đông Phương 东方卫视跨年演唱会                           | Ca khúc ''Tàu hoả đuổi theo hướng ngoài mây'' 《火车驶向云外》   | Hợp tác cùng Nhóm 刺猬 (Hedgehog) - (Đàn hát guitar) | Tiết mục: Thần tượng của tôi và thần tượng của thần tượng của tôi                                         |
| 2020 | 24.01.2020  | Gala chào xuân CCTV (Xuân Vãn) 中央电视台春节联欢晚会 2020                      | Ca khúc "Xin chào 2020" 《你好2020》                             | Tốp ca                                               | Hợp tác cùng Châu Đông Vũ, Mã Tư Thuần, Lý Hiện, Lý Thấm.                                                 |
| 2020 | 25.01.2020  | Gala chào xuân đài Đông Phương 东方卫视春晚                                     | Ca khúc "Cám ơn người" 《谢谢侬》                                | Đơn ca                                               | |
| 2020 | 25.01.2020  | Gala chào xuân đài Đông Phương 东方卫视春晚                                     | Ca khúc "Tiếng vỗ tay vang lên" 《掌声响起来》                   | Song ca                                              | Hợp tác cùng Cận Đông                                                                                     |
| 2020 | 04.05.2020  | Đêm hội Ngũ Tứ CCTV 央视五四晚会                                                | Ca khúc "Vũ Hán à" 《武汉伢》                                    | Tốp ca                                               | Hợp tác cùng sinh viên Đại học Vũ Hán                                                                     |
| 2020 | 09.08.2020  | Đêm hội Thanh Xuân Xoài (Mango Youth Night Festival) 青春芒果夜 2020            | Ca khúc "Bỗng nhiên rất nhớ em'' 《突然好想你》                  | Đơn ca                                               | |
| 2020 | 09.08.2020  | Đêm hội Thanh Xuân Xoài (Mango Youth Night Festival) 青春芒果夜 2020            | Ca khúc " Mặt trời"《太阳》                                      | Đơn ca                                               | |
| 2020 | 30.09.2020  | Đêm hội Quốc khánh CCTV 央视国庆晚会                                            | Ca khúc "Ánh sáng hướng thượng" 《向上的光》                     | Song ca                                              | Hợp tác cùng Dương Tử                                                                                     |
| 2020 | 03.10.2020  | Khoái lạc đại bản doanh (Happy Camp) (快乐大本营)                               | Ca khúc "Người anh em, hãy ôm một cái nào"《兄弟抱一下》         | hát cùng Bành Quán Anh, Trần Vỹ Đống                 | Quảng bá phim Tôi thân yêu (cùng Bành Quán Anh, Hám Thanh Tử, Lý Trạch Phong, Trần Vỹ Đống và Nhậm Trọng) |
| 2020 | 31.12.2020  | Đêm hội chuyển năm Hồ Nam 湖南卫视跨年演唱会                                    | Ca khúc "Sau này không gặp lại" 《后会无期》                     | Đơn ca                                               | |
| 2020 | 31.12.2020  | Đêm hội chuyển năm Hồ Nam 湖南卫视跨年演唱会                                    | Ca khúc "Bảo trọng"《保重》                                      | Song ca                                              | Hợp tác cùng Tạ Đình Phong                                                                                |
| 2021 | 11.02.2021  | Gala chào xuân CCTV (Xuân Vãn) 中央电视台春节联欢晚会 2021                      | Ca khúc "Ngày mai sẽ tốt hơn" 《明天会更好》                     | Tốp ca                                               | Hợp tác cùng Thành Long, Lý Mai, Châu Đông Vũ, Trương Thiều Hàm, Cao Vĩ Quang, Lâm Bằng                   |
| 2021 | 12.02.2021  | Gala chào xuân đài Đông Phương 东方卫视春晚                                     | Ca khúc "Nữ nhi tình"《女儿情》                                  | Đơn ca                                               | |
| 2021 | 12.02.2021  | Gala chào xuân đài Đông Phương 东方卫视春晚                                     | Ca khúc "Tình năm đó"《当年情》                                  | Đơn ca                                               | |
| 2021 | 12.02.2021  | Gala chào xuân đài Đông Phương 东方卫视春晚                                     | Ca khúc "Giấy ngắn tình dài"《纸短情长》                         | Đơn ca                                               | |
| 2021 | 21.09.2021  | Đêm hội trung thu đài Đông Phương                                               | Ca khúc “Một mặn một chay”                                       | Song ca                                              | Hợp tác cùng Hoàng Chí Trung                                                                              |
| 2021 | 01.10.2021  | Đêm hội Quốc khánh CCTV 央视国庆晚会                                            | Ca khúc "Cảm xúc băng tuyết"《冰雪情怀》                         | Song ca                                              | Hợp tác cùng Dung Tổ Nhi                                                                                  |
| 2022 | 29.01.2022  | Gala chào xuân CCTV (Xuân Vãn) 中央电视台春节联欢晚会 2022                      | Ca khúc " thời quang vui vẻ" 《欢乐时光》                        | Tốp ca                                               | Hợp tác Vương Tuấn Khải, Triệu Lệ Dĩnh, Úc Khả Duy                                                        |
| 2022 | 01.02.2022  | Chào mừng thế vận hội Olympic mùa đông 2022                                     | Ca khúc " Together for a shared future" " 《一起向未来》         | Tốp ca                                               | Hợp tác quay MV tuyên truyền                                                                              |
| 2022 | 02.02.2022  | Lễ nghe nhìn trực tuyến hàng năm của Iqiyi "Giấc mơ Trung Quốc Giấc mơ của tôi" | Ca Khúc "Tống Biệt"《送别》                                      | Đơn ca                                               | |

## Sách ảnh
| Năm  | Tên sách ảnh       | Ghi chú |
| ---- | ------------------ | ------- |
| 2019 | Depart (Khởi Hành) | [ 25 ]  |

## Tạp chí và tuần san
| Năm  | Tạp chí/ Tuần San                                 | Bìa chính/ Trang trong    | Ghi chú                                                   |
| ---- | ------------------------------------------------- | ------------------------- | --------------------------------------------------------- |
| 2012 | Tạp chí 小資Chic                                  | Bìa                       | Tháng 5                                                   |
| 2016 | Tạp Chí Life Styles (精品购物指南)                | Bìa                       | Tháng 1                                                   |
| 2016 | Tạp Chí Thế giới động vật (宠物世界)              | Bìa                       | Tháng 3 - Cat Fans                                        |
| 2016 | Tạp chí TVF (電視朋友)                            | Bìa                       | Tháng 3                                                   |
| 2018 | Tạp Chí CITYWALKER (乐城)                         | Bìa                       | Tháng 7                                                   |
| 2018 | Tạp Chí In ShangHai (上海电视周刊)                | Bìa                       | Tháng 7                                                   |
| 2018 | Tuần San Nam Đô (南都娱乐周刊)                    | Bìa                       | Tháng 7                                                   |
| 2018 | Tạp Chí ELLEMEN Tân Thanh Niên (新青年)           | Trang trong / bìa điện tử | Tháng 8                                                   |
| 2018 | Tạp Chí Leon (男人风尚)                           | Bìa                       | Tháng 8                                                   |
| 2018 | Tạp chí CHIC Celebrity                            | Bìa                       | Tháng 8                                                   |
| 2018 | Tạp chí Esquires (时尚先生)                       | Trang trong / bìa điện tử | Tháng 9                                                   |
| 2018 | Tạp chí Madame Figaro Hommes                      | Bìa                       | Tháng 9 (Tăng san)                                        |
| 2018 | Tạp chí VOGUE me                                  | Trang trong               | Tháng 12                                                  |
| 2019 | Tuần San Màn Bạc Toàn Cầu(环球银幕)               | Trang trong               | Kỳ 3                                                      |
| 2019 | Tạp chí Nhân Vật (人物)                           | Trang trong / bìa điện tử | Tháng 5                                                   |
| 2019 | Tạp chí DRIFT                                     | Bìa                       | Tháng 5                                                   |
| 2019 | Tạp chí L'officiel (时装)                         | Bìa                       | Tháng 6                                                   |
| 2019 | Tạp chí NYTimesTravel (新视线)                    | Bìa                       | Tháng 8                                                   |
| 2019 | Tạp chí Condé Nast Traveler (悦游)                | Bìa                       | Tháng 10                                                  |
| 2019 | Tạp chí Thành Đô (成都) IFS 2019 Newsletter Vol.3 | Bìa                       | Tháng 9                                                   |
| 2019 | Tạp chí L'officiel Hommes (时装男士)              | Bìa                       | Tháng 10 - Kỉ niệm 11 năm tạp chí                         |
| 2019 | Tạp chí Bazaar Men (芭莎男士)                     | Bìa                       | Tháng 11                                                  |
| 2019 | Tạp chí GRAZIA                                    | Bìa                       | Tháng 12 số 437                                           |
| 2020 | Tạp chí ELLE                                      | Bìa                       | Tháng 4 - cùng WWF truyền thông điệp "Bạn ở trên địa cầu" |
| 2020 | Tạp chí Condé Nast Traveler (悦游)                | Bìa                       | Tháng 5                                                   |
| 2020 | Tạp chí Trung Hoa Nhi Nữ                          | Bìa                       | Kỳ 7                                                      |
| 2020 | Tạp chí T (Tmagazine)                             | Bìa                       | Tháng 5                                                   |
| 2020 | Tạp chí GQ                                        | Bìa                       | Tháng 7                                                   |
| 2020 | Tạp chí ELLEMEN                                   | Bìa                       | Tháng 8                                                   |
| 2020 | Tạp chí LOFFICIEL HOMMES                          | Bìa                       | Tháng 9                                                   |
| 2020 | Tạp chí LOFFICIEL                                 | Bìa                       | Tháng 9                                                   |
| 2020 | Tạp chí Madame Figaro                             | Bìa                       | Tháng 10                                                  |
| 2020 | Tạp chí KINFOLK                                   | Bìa                       | Ấn phẩm mùa thu, số đặc biệt về tự nhiên                  |
| 2020 | Tạp chí Bác Khánh Thiên Hạ (博客天下)             | Bìa                       | Tháng 10 - Kỷ niệm 12 năm                                 |
| 2020 | Tạp chí VogueFilm                                 | Bìa                       | Ấn phẩm thu đông, chụp cùng Lý Băng Băng                  |
| 2020 | Tạp chí tin tức Trung Quốc                        | Bìa                       | Ấn phẩm đặc biệt - Nhân vật diễn nghệ của năm             |
| 2021 | Tạp chí MiniBazaar                                | Bìa điện tử               | Tháng 2 - cùng WWF                                        |
| 2021 | Tạp chí ELLEMEN                                   | Bìa                       | Số kim cửu                                                |
| 2021 | Tạp chí Màn bạc Trung Quốc                        | Bìa                       | Tháng 9                                                   |
| 2021 | Tạp chí mini Bazaar                               | Bìa điện tử               | Tháng 10 - cùng các diễn viên Phong bộc                   |
| 2021 | Tạp chí Điện ảnh đương đại                        | Bìa                       | Tháng 10 - nhân vật Hồng Dực Chu (Phong bạo)              |
| 2022 | Tạp chí T (Tmagazine)                             | Bìa                       | Tháng 1 - Khai niên                                       |
| 2022 | Tạp chí Harper's Bazaar                           | Bìa                       | Tháng 4                                                   |
| 2022 | Tạp chí Condé Nast Traveler (悦游)                | Bìa                       | Tháng 6                                                   |
| 2023 | Tạp chí Condé Nast Traveler (悦游)                | Bìa                       | Số phát hành kỷ niệm 10 năm năm 2023                      |
| 2023 | 大众电影                                          | Bìa                       | Kì 6 năm 2023                                             |
| 2023 | 博客天下                                          | Bìa                       | 26.06.2023                                                |
| 2023 | Tạp chí Harper's Bazaar                           | Bìa                       | Tháng 6                                                   |

## Quảng cáo
Nhãn hàng đại diện / đại sứ / bạn thân / thử nghiệm và quảng cáo ngoài:
| Năm  | Nhãn hàng                                            | Vai trò                                                                                         | Ghi chú                                                                             |
| 2018 | KFC 肯德基                                           | Quảng bá sản phẩm (產品推廣)                                                                    | Bắt đầu quảng cáo 10.07.2018                                                        |
| 2018 | KFC 肯德基                                           | Đại sứ thi đấu bóng rổ thanh niên 3 người lần thứ 15 của KFC (肯德基三人篮球赛十五周年篮球大使) | Bắt đầu quảng cáo 03.09.2018                                                        |
| 2018 | Nông Phu Sơn Tuyền - Thủy Dung C100 农夫山泉水溶C100 | Đại diện phát ngôn thương hiệu (品牌代言人)                                                     | Thăng cấp                                                                           |
| 2018 | Nông Phu Sơn Tuyền - Thủy Dung C100 农夫山泉水溶C100 | Đại diện phát ngôn thương hiệu (品牌代言人)                                                     | Hợp đồng hết hạn 24.07.2018 –24.10.2018                                             |
| 2018 | L'Oréal Paris 巴黎欧莱雅                             | Người trải nghiệm thương hiệu (品牌体验官)                                                      | Bắt đầu quảng cáo 20.08.2018                                                        |
| 2018 | Lenovo 联想                                          | Đại diện dòng điện thoại (手机全线代言人)                                                       | Hợp đồng hết hạn 17.08.2018 - 17.02.2019                                            |
| 2018 | Youku 优酷                                           | Hội viên V.I.P (Kinh hỷ quan) (优酷VIP会员首席惊喜官)                                           | Hợp đồng hết hạn 30.08.2018 - 30.11.2018                                            |
| 2018 | Tân Thiện Nữ U Hồn - Game PC 新倩女幽魂              | Đại diện phát ngôn (Tạo hình NPC - Công tử Cảnh) (代言人)                                       | Bắt đầu quảng cáo 21.09.2020 Hết hạng 21.12.2020                                    |
| 2018 | Vị Toàn 味全                                         | Đại diện phát ngôn dòng sữa chua Vị Toàn (酸奶系列代言人)                                       | Kí hợp đồng tháng 8- 2018 Hợp đồng hết hạn ngày 01.09.2020                          |
| 2018 | Nivea 妮维雅                                         | Đại diện phát ngôn dòng dưỡng thể (身体护肤系列代言人)                                          | Hợp đồng hết hạn 27.08.2018-27.02.2019                                              |
| 2018 | Schwarzkopft (SHK) 施华蔻                            | Đại diện phát ngôn thương hiệu (品牌代言人)                                                     | Hợp đồng hết hạn 31.08.2018-31.08.2019                                              |
| 2018 | Thermos 膳魔师                                       | Đại diện phát ngôn dòng Young (Young系列产品代言人)                                             | Bắt đầu quảng cáo 08.10.2018                                                        |
| 2018 | ReFa                                                 | Đại diện phát ngôn dòng máy làm đẹp khu vực châu Á - Thái Bình Dương (美容仪亚太区代言人)       | Hợp đồng hết hạn 30.09.2018-30.09.2019                                              |
| 2019 | L'oreal Paris 巴黎欧莱雅                             | Đại diện phát ngôn hoạt động L'oreal (活力代言人)                                               | Thăng cấp ngày 11.02.2019                                                           |
| 2019 | KFC 肯德基                                           | Đại diện phát ngôn toàn sản phẩm KFC (全產品代言人)                                             | Thăng cấp ngày 13.02.2019                                                           |
| 2019 | Chopard 蕭邦                                         | Đại sứ thương hiệu Chopard (品牌大使)                                                           | Bắt đầu quảng cáo 22.03.2019                                                        |
| 2019 | Thermos 膳魔师                                       | Đại diện phát ngôn thương hiệu Thermos (品牌代言人)                                             | Thăng cấp ngày 29.03.2019                                                           |
| 2019 | L'Occitane 歐舒丹                                    | Đại diện phát ngôn dòng chăm sóc da toàn thân khu vực đại Trung Hoa (大中华区身体护理代言人)    | Bắt đầu quảng cáo 13.05.2019                                                        |
| 2019 | Coca-Cola 可口可樂                                   | Đại diện phát ngôn hình tượng khu vực Trung Quốc Coca-Cola (品牌形象代言人)                     | Kí kết quảng cáo 04. 2019 (Bắt đầu quảng cáo 20.05.2019) Kết thúc quảng cáo 04.2021 |
| 2019 | TOM FORD                                             | Đại sứ hình tượng nước hoa khu vực Trung Quốc (TOM FORD品牌香氛形象大使)                        | Bắt đầu quảng cáo 02.08.2019                                                        |
| 2019 | Louis Vuitton 路易威登                               | Bạn thân thương hiệu Louis Vuitton (LV品牌挚友)                                                 | Nâng cấp từ bạn tốt 01.11.2019                                                      |
| 2020 | KFC 肯德基                                           | Đại diện phát ngôn thương hiệu KFC (品牌代言人)                                                 | Thăng cấp ngày 05.01.2020                                                           |
| 2020 | ReFa                                                 | Đại diện phát ngôn thương hiệu khu vực châu Á - Thái Bình Dương (品牌亚太区代言人)              | Ký lại hợp đồng - thăng cấp ngày 24.02.2020 - Kết thúc tháng 04/2021                |
| 2020 | Nescafe Dolce Gusto 雀巢多趣酷思                     | Đại diện phát ngôn thương hiệu Nescafe Dolce Gusto (雀巢多趣酷思品牌代言人)                     | Bắt đầu quảng cáo 31.08.2020                                                        |
| 2020 | New Era                                              | Tham gia thiết kế nón lưỡi trai Zhu Yilong x New Era Dream Express                              | Chiến dịch BST mới 06.06.2020                                                       |
| 2020 | Nông Phu Sơn Tuyền 农夫山泉                          | Đại diện phát ngôn Nước khoáng thiên nhiên Nông Phu Sơn Tuyền (农夫山泉天然矿泉水品牌代言人)    | Bắt đầu quảng cáo 21.09.2020                                                        |
| 2020 | TOM FORD                                             | Đại sứ hình tượng nước hoa và trang điểm (TOMFORD品牌彩妆与香氛形象大使)                        | Mở rộng quảng cáo từ ngày 16.10.2020                                                |
| 2020 | L'oreal Paris 巴黎欧莱雅                             | Đại diện phát ngôn thương hiệu L'oreal (巴黎欧莱雅品牌代言人)                                   | Thăng cấp từ ngày 21.10.2020                                                        |
|      | Louis Vuitton 路易威登                               | Đại sứ thương hiệu Louis Vuitton (路易威登品牌大使)                                             | Thăng cấp từ ngày 30.10.2020                                                        |
| 2021 | GENTLE MONSTER                                       | Hợp tác quảng cáo BST Kính mắt ONE & ONCE                                                       | Chiến dịch BST mới 08.04.2021                                                       |
| 2021 | Nông Phu Sơn Tuyền 农夫山泉                          | Đại diện phát ngôn thương hiệu Nước soda Nông Phu Sơn Tuyền (农夫山泉苏打水代言人)              | - Mở rộng thêm dòng                                                                 |
| 2021 | GEOX 杰欧适                                          | Đại diện thương hiệu khu vực Châu Á Thái Bình Dương (亚太地区品牌代言人)                        | Bắt đầu 02.09.2021                                                                  |
| 2021 | Tamburins                                            | Đại diện thương hiệu chăm sóc da Tamburins (朱一龙tamburins亲肤护理代言人)                      | Bắt đầu 12.10.2021                                                                  |
| 2022 | Kem đánh răng Trung Hoa                              | Đại diện phát ngôn thương hiệu                                                                  | Bắt đầu 09.05.2022                                                                  |
| 2022 | GENTLE MONSTER                                       | Hợp tác quảng cáo BST Kính mắt                                                                  | Bắt đầu tháng 8/2022                                                                |
| 2022 | Louis Vuitton 路易威登                               | Đại diện thương hiệu Louis Vuitton (路易威登品牌代言人）                                        | Thăng cấp từ ngày 17.09.2022                                                        |

(in đậm là còn hoạt động)

## Hoạt động khác
- Liên quan đến Văn Hóa - Phim Ảnh - Thời trang - Du lịch:
| Năm        | Sự kiện                                                                       | Vai trò                                                               | Ghi chú                                                                                   |
| 28.09.2018 | Trung Úc                                                                      | Đại sứ Du lịch và Văn hóa Trung Úc                                    |                                                                                           |
| 11.12.2018 | Liên hoan phim quốc tế Hải Nam lần 1                                          | Đại sứ quảng bá phim mới                                              | tuyên truyền và đi trao giải                                                              |
| 21.07.2019 | Liên hoan phim hành động quốc tế Thành Long lần 5                             | Đại sứ quảng bá trẻ                                                   | tuyên truyền và đi trao giải                                                              |
| 19.09.2019 | Hoạt động tuyên truyền của phim ”Tôi và tổ quốc tôi“                          | Tuyên truyền phim                                                     | 7 vị đạo diễn và 28 diễn viên của phim tham gia truyên truyền.                            |
| 28.09.2019 | Hôm nay là sinh nhật của Người                                                | Giới thiệu phim điện ảnh hiến lễ kỷ niệm 70 năm quốc khánh Trung Quốc | Khách mời cho phần "Trở về" của phim "Tôi và Tổ quốc tôi" - (Quay 10.09.2019)             |
| 19.11.2019 | Liên hoan phim Kim Kê lần thứ 28                                              | Người giới thiệu                                                      | Đọc bài thơ "Sức mạnh phấn đấu - Điện ảnh mới Trung Quốc 70 năm" cùng một số nghệ sĩ khác |
| 25.01.2020 | Gala chào xuân đài Đông Phương 东方卫视春晚                                   | Đại diện phát ngôn                                                    |                                                                                           |
| 08.02.2020 | Gala Nguyên Tiêu Đông Phương 东方卫视元宵晚会                                 | Tuyên truyền                                                          | Ngâm thơ "Vì có Tổ Quốc" 《因为有祖国》cùng Viên Tuyền, Lý Hiện, Trần Sổ.                 |
| 05.04.2020 | Phong trào Ngũ Tứ Tuổi trẻ đấu tranh là đẹp nhất 奋斗的青春最美丽             | Tuyên truyền (2020年五·四青年节特别节目)                              | Ca khúc "Vũ Hán à" 《武汉伢》                                                             |
| 10.09.2020 | Nghi thức tôn vinh nhà giáo ưu tú 2020最美教师发布仪式                        | Kể câu chuyện của nhà giáo ưu tú Hoa Vũ Thần                          |                                                                                           |
| 17.10.2020 | Lễ kỷ niệm 70 năm thành lập Học viện Điện ảnh Bắc Kinh 北京电影学院建校70周年 | Quảng bá phim                                                         |                                                                                           |
| 11.06.2021 | Liên hoan phim quốc tế Thượng Hải lần thứ 24 第二十四届上海国际电影节         | Quảng bá phim                                                         |                                                                                           |
| 20.09.2021 | Liên hoan phim quốc tế Bắc Kinh lần thứ 11                                    | Quảng bá phim                                                         |                                                                                           |
| 19.10.2021 | Liên hoan phim quốc tế Pingyao lần 5 平遥国际电影展                           | Tuyên truyền                                                          | Quay clip tuyên truyền quảng bá của Louis Vuitton                                         |
| 30.07.2022 | Liên hoan phim Bách Hoa lần 36                                                | Đại sứ hình tượng Bách Hoa                                            | Quay clip tuyên truyền và đi trao giải                                                    |
| 12.09.2022 | Liên hoan phim điện ảnh Hải Lãng                                              | Thành viên thanh niên của Ủy ban Nghệ thuật                           |                                                                                           |

- Liên quan đến nhãn hàng đại diện, quảng bá sản phẩm, khách mời tham dự:
| Năm        | Sự kiện                                                                   | Nhãn hàng liên kết | Ghi chú                                                                         |
| 24.09.2016 | Khai trương chi nhánh nhãn hàng ở Wanda Plaza (Quảng Châu)                | Fairwhale Jeans    |                                                                                 |
| 23.12.2016 | Sự kiện của tạp chí thời trang OK tại Thẩm Quyến                          | OK magazines       |                                                                                 |
| 15.10.2017 | Nhiệm vụ đặc biệt của Minh tinh                                           | -                  |                                                                                 |
| 24.07.2018 | Ngày siêu fans Trấn hồn Youku                                             | Youku              |                                                                                 |
| 28.08.2018 | Fans gia niên hoa Sina Weibo                                              | Sina               |                                                                                 |
| 09.09.2018 | Quảng bá Nivea tại Bắc Kinh                                               | Nivea              | - Giới thiệu sản phẩm mới                                                       |
| 26.09.2018 | Triển Lãm LV PHILIPPE PARRENO tại Bắc Kinh                                | Louis Vuitton      | - Tổ chức tại không gian văn hóa nghệ thuật Escape                              |
| 22.10.2018 | Hoạt động Refa tại Thượng Hải                                             | Refa               | - Giới thiệu sản phẩm mới                                                       |
| 24.10.2018 | Quảng bá sản phẩm Loreal Revitalift Crystal Micro Essence tại Trùng Khánh | L'Oreal            |                                                                                 |
| 03.10.2018 | Tuần Lễ thời trang LV 2018 tại Paris                                      | Louis Vuitton      | - Bộ sưu tập thời trang nữ xuân hè 2019                                         |
| 18.10.2018 | Giới thiệu sản phẩm mới điện thoại Lenovo tại Bắc Kinh                    | Lenovo             | - Dòng Lenovo Z5 Pro                                                            |
| 15.11.2018 | Sự kiện thời trang Volez Voguez Voyagez Thượng Hải                        | Louis Vuitton      |                                                                                 |
| 25.11.2018 | Ngày Kinh hỷ Long tình nhật                                               | VIP Youku          | (Họp fans Youku tổ chức)                                                        |
| 21.03.2019 | Hội chợ đồng hồ châu báu Basel 2019 tại Basel Thụy Sỹ                     | Chopard            | - Kèm quay quảng cáo nhận chức đại sứ nhãn hàng Chopard                         |
| 24.04.2019 | Hoạt động Refa tại Thượng Hải                                             | Refa               | - Giới thiệu sản phẩm mới                                                       |
| 21.05.2019 | Liên quan phim Cannes lần thứ 72 tại Pháp                                 | L'oreal & Chopard  |                                                                                 |
| 31.05.2019 | Quảng bá nhãn hàng L'occitance tại Vũ Hán                                 | L'occitance        | - Giới thiệu sản phẩm mới                                                       |
| 10.07.2019 | Hoạt động của Schwarzkopft tại Thượng Hải                                 | Schwarzkopft       | - Giới thiệu sản phẩm mới                                                       |
| 11.07.2019 | Hoạt động của LV tại Bắc Kinh                                             | Louis Vuitton      | - Giới thiệu Bộ sưu tập mới                                                     |
| 13.08.2019 | Hoạt động Refa tại Hàng Châu                                              | Refa               | - Giới thiệu sản phẩm mới                                                       |
| 30.10.2019 | Hoạt động của LV tại Seoul, Hàn Quốc                                      | Louis Vuitton      | - Show trình diễn bộ sưu tập nữ mới                                             |
| 03.11.2019 | Hoạt động L'OREAL tại Hàng Châu                                           | L'OREAL            | - Maison L'oreal Pais (khởi động ngày hội 11.11)                                |
| 04.11.2019 | Hoạt động L'Occitane tại Hàng Châu                                        | L'Occitane         | - Quảng bá và livestream trực tiếp                                              |
| 10.11.2019 | Chung kết thế giới Liên Minh Huyền Thoại 2019 tại Paris                   | Louis Vuitton      |                                                                                 |
| 15.11.2019 | Hoạt động của Chopard (Home to Luxury) tại Thượng Hải                     | Chopard            | - Quảng bá đồng hồ Alpine Eagle                                                 |
| 06.08.2020 | Giới thiệu BST Nam 2021 - Louis Vuitton                                   | Louis Vuitton      |                                                                                 |
| 23.10.2020 | Hoạt động của L'Occitane tại Thượng Hải                                   | L'Occitane         |                                                                                 |
| 30.10.2020 | Triển lãm toàn cầu của Louis Vuitton trạm Vũ Hán                          | Louis Vuitton      | - Sự kiện See LV                                                                |
| 01.11.2020 | Hoạt động của L'Oreal tại Thượng Hải                                      | L'Oreal            |                                                                                 |
| 03.12.2020 | Hoạt động của Tom Ford tại Thượng Hải                                     | Tom Ford           | - Giới thiệu sản phẩm mới tại trung tâm thương mại và trực tuyến Thiên Mao Club |
| 23.04.2021 | Hoạt động của Tom Ford livestream trên taobao                             | Tom Ford           | Ra mắt sản phẩm mới                                                             |
| 01.05.2021 | Hoạt động của Gentle Monster ở Vũ Hán                                     | Gentle Monster     |                                                                                 |
| 29.09.2021 | Hoạt động của Gentle Monster ở Thượng Hải                                 | Gentle Monster     | Ra mắt sản phẩm mới                                                             |
| 17.11.2021 | Giới thiệu BST Nữ 2021 - Louis Vuitton                                    | Louis Vuitton      |                                                                                 |
| 17.09.2022 | Giới thiệu BST Nam 2022 - Louis Vuitton                                   | Louis Vuitton      | - Tuyên Đại diện nhãn hàng                                                      |

- Liên quan hoạt động công ích, từ thiện:
| Năm                   | Sự kiện                                                                    | Mục đích | Chú ý                                                                 |
| 10.06.2016            | Bát cơm ái tâm [爱心一碗饭]                                                | Quyên góp tiền ăn trưa miễn phí cho trẻ em ở những vùng nghèo đói                                                                                                | Livestream                                                            |
| 25.06.2016            | Đại sứ Green Bicycle Tour [綠色騎行公益活動]                               | Góp phần hiện thực hóa thành phố xanh | Đạp xe                                                                |
| 05.2018               | Thư Lộ Kế Hoạch 「書路計畫」                                               | Quỹ hỗ trợ xóa đói giảm nghèo Trung Quốc kêu gọi phát hành video "Tuổi thơ được chiếu sáng" để bảo vệ giấc mơ đọc sách của trẻ em nông thôn.                     | phát video                                                            |
| 07.2018               | China Netcom · Touching 2018 「中國網事·感動2018」                         | Ủng hộ phúc lợi công cộng kêu gọi sự chú ý đến từ thiện và kêu gọi từ thiện.                                                                                     | weibo                                                                 |
| 08.2018               | Đại sứ từ thiện của Quỹ Mango V 「芒果V基金公益大使」                      | Vì trẻ em và giúp trẻ em lớn lên khỏe mạnh. | Tham dự sự kiện                                                       |
| 09.2018               | Ngày từ thiện Trung Quốc [中華慈善日]                                      | Tham gia "99 ngày phúc lợi công cộng" của Tencent | Trợ giúp phát hành video                                              |
| 10.2018               | Ngày xóa đói giảm nghèo quốc gia [國家扶貧日]                              | Đã đáp lại lời kêu gọi của Ban Chấp hành Trung ương Đoàn Thanh niên Cộng sản và chú ý đến quê hương để giúp chống đói nghèo.                                     | Hỗ trợ vận động Đoàn TN                                               |
| 11.2018               | Mọi người là tình nguyện viên [人人都是志願者]                             | Làm tình nguyện viên giúp đỡ các trẻ em tự kỷ trong dự án | Hát ca khúc vận động "Nơi bắt đầu giấc mơ".                           |
| 01.2019               | Quyên góp cho Quỹ Phát triển Thanh niên Trung Quốc [中國青少年發展基金會]  | Ủy thác quyên góp 1 triệu tiền quyên góp để xây dựng Công viên Thể thao Hope Engineering và xây dựng Trường tiểu học.                                            | lợi nhuận từ bán Photobook Depart Chu Nhất Long (hợp tác Mingbox)     |
| 02.2019               | Nhân viên truyền thông năng lượng tích cực [正能量傳播官]                  | Truyền năng lượng tích cực, tích cực tham gia các dịch vụ phúc lợi công cộng và thúc đẩy nhóm người hâm mộ tình yêu về năng lượng tích cực.                      | Xinhuanet khởi xướng                                                  |
| 03.2019               | Lắng nghe dựa án Ái Lạc Dung [愛樂融聆聽計畫]                              | Quyên góp và hỗ trợ một năm đào tạo phục hồi chức năng cho trẻ em khiếm thính                                                                                    |                                                                       |
| 30.03.2019            | "Giờ trái đất" 《地球一小時》                                              | Chủ đề ''tồn tại cùng thiên nhiên", tắt đèn thắp lên hi vọng | Sự kiện môi trường của Quỹ Thế giới WWF [WWF世界自然基金會]           |
| 22.09.2019            | Nói KHÔNG với sản phẩm từ sừng Tê Giác 《Say “NO” to Rhino horn products》 | Trở thành "Đại sứ toàn cầu quỹ bảo vệ động vật WWF" kêu gọi bảo vệ Tê Giác WWF全球大使朱一龙                                                                     | Sự kiện môi trường của Quỹ Thế giới WWF [WWF世界自然基金會]           |
| 27.09.2019            | Ngày quốc tế Gấu Trúc                                                      | đi truy tìm dấu tích gấu trúc lớn sống hoang dã ở Khu bảo tồn thiên nhiên quốc gia Long Khê - Hồng Khẩu (Tứ Xuyên).                                              | Quay Video cho ngày quốc tế Gấu Trúc phát hành ngày 27.10.2019        |
| 13.12.2019            | Hội nghị Cổ Điền CCTV "Heart to Heart 央視心連心"                          | Chương trình từ thiện nằm trong chuỗi hoạt động kỷ niệm 90 năm Hội nghị Cổ Điền                                                                                  | Song ca ca khúc "Sơn thủy tương luyến" 《山水相恋》 cùng Giang Sơ Ảnh |
| 24.02.2020            | Kế hoạch tin nhắn Hồ Bắc chúc ngủ ngon                                     | Là đại sứ gửi những dòng tin nhắn ấm áp vào 10h tối mỗi ngày cho đến khi bệnh dịch kết thúc                                                                      |                                                                       |
| 28.03.2020            | "Giờ trái đất" 《地球一小時》                                              | Chủ đề "vì trái đất lên tiếng", tắt đèn lắng nghe âm thanh của tự nhiên                                                                                          | Sự kiện môi trường của Quỹ Thế giới WWF [WWF世界自然基金會]           |
| 27.04.2020            | Hồ Bắc khởi động lại, phát động trợ lực 《湖北重启 抖来助力》              | Hoạt động do Ủy ban công tác diễn viên Trung Quốc cùng với Hiệp hội nghệ thuật gia truyền hình Trung Quốc phát động hướng tới xây dựng lại Hồ Bắc sau dịch bệnh. | Làm đại sứ công ích                                                   |
| 29.10.2020            | Kỷ niệm 40 năm thành lập Quỹ bảo vệ động vật hoang dã (WWF) Trung Quốc     | Diễn đàn cùng với WWF bảo hộ thiên nhiên Trung Quốc tươi đẹp |                                                                       |
| 19.12.2020 25.12.2020 | Tuần lễ từ thiện 2020 của Bazaar                                           | Chủ đề Tương lai giáo dục tươi đẹp, hướng đến trẻ em miền núi | Đại sứ tuyên truyền                                                   |

## Tượng Sáp Madame Tussauds
| Năm  | Bảo tàng                   | Hình tượng                                                                       | Ghi chú                                           |
| ---- | -------------------------- | -------------------------------------------------------------------------------- | ------------------------------------------------- |
| 2019 | Madame Tussauds Thượng Hải | Đêm hội Thanh xuân Mango 2018 - vai Ngô Tà (phim Trùng Khởi - Cực hải thính lôi) | Ngày bắt đầu: 28.04.2019 - Hoàn thành: 20.12.2019 |
| 2021 | Madame Tussauds Hongkong   | Mặc vest đen cầm điện thoại selfie                                               | Ngày bắt đầu: 28.04.2019 - Hoàn thành: 20.10.2021 |

## Giải thưởng và đề cử
| Năm  | Lễ trao giải                                                                       | Giải thưởng                                    | Tác phẩm                                  | Kết quả   | Ghi chú |
| ---- | ---------------------------------------------------------------------------------- | ---------------------------------------------- | ----------------------------------------- | --------- | ------- |
| 2015 | Asian Influence Awards Oriental Ceremony                                           | Diễn viên triển vọng nhất                      | Tình định tam sinh                        | Đoạt giải | [ 6 ]   |
| 2017 | 13th TV Drama South Awarding Ceremony                                              | Diễn viên phụ xuất sắc nhất                    | Tân Tiêu Thập Nhất Lang                   | Đoạt giải | [ 9 ]   |
| 2017 | InStyle iLady Icon Awards                                                          | Diễn viên xu hướng của năm                     | N/A                                       | Đoạt giải | [ 26 ]  |
| 2018 | 14th TV Drama South Awarding Ceremony                                              | Nam chính của năm                              | Tân Biên Thành Lãng Tử                    | Đoạt giải | [ 27 ]  |
| 2018 | Weibo Movie Awards Ceremony                                                        | Giải thưởng phổ biến                           | N/A                                       | Đoạt giải | [ 15 ]  |
| 2018 | Q China Music Awards                                                               | Ca sĩ Crossover phổ biến nhất                  | N/A                                       | Đoạt giải | [ 28 ]  |
| 2018 | Q China Music Awards                                                               | Nhạc phim phổ biến nhất                        | Phi hành thời gian                        | Đoạt giải | [ 28 ]  |
| 2018 | 15th Esquire Man At His Best Awards                                                | Diễn viên triển vọng nhất                      | N/A                                       | Đoạt giải | [ 29 ]  |
| 2018 | 10th China TV Drama Awards                                                         | Diễn viên trẻ lôi cuốn                         | Trấn hồn                                  | Đoạt giải | [ 30 ]  |
| 2019 | Film and TV Role Model 2018 Annual General Rating                                  | Diễn viên của năm                              | Trấn hồn                                  | Đoạt giải | [ 31 ]  |
| 2019 | Weibo Awards Ceremony                                                              | Nam thần Weibo                                 | N/A                                       | Đoạt giải | [ 32 ]  |
| 2019 | Hubei Internet Summit                                                              | Nhân vật của năm                               | N/A                                       | Đoạt giải | [ 33 ]  |
| 2019 | Powerstar Award Ceremony                                                           | Diễn viên có ảnh hưởng nhất                    | N/A                                       | Đoạt giải | [ 34 ]  |
| 2019 | Film and television role model                                                     | Diễn viên nổi tiếng của năm                    | Trấn hồn                                  | Đoạt giải | [ 35 ]  |
| 2019 | 4th China Quality Television Drama Ceremony                                        | Người nổi tiếng được nói nhiều nhất trực tuyến | N/A                                       | Đoạt giải | [ 36 ]  |
| 2019 | 4th China Quality Television Drama Ceremony                                        | Ngôi sao phim truyền hình giá trị              | N/A                                       | Đoạt giải | [ 36 ]  |
| 2019 | 25th Shanghai Television Festival (Giải thưởng Bạch Ngọc Lan)                      | Nam diễn viên phụ xuất sắc nhất                | Minh Lan Truyện                           | Đề cử     | [ 20 ]  |
| 2019 | 6th The Actors of China Award Ceremony                                             | Nam diễn viên xuất sắc nhất                    | Minh Lan Truyện                           | Đề cử     | [ 37 ]  |
| 2019 | 4th Golden Spider Academic Award                                                   | Nam diễn viên xuất sắc nhất                    | Trấn hồn                                  | Đoạt giải | [ 38 ]  |
| 2019 | 4th Golden Spider Academic Award                                                   | Nam diễn viên phổ biến nhất                    | Trấn hồn                                  | Đoạt giải | [ 38 ]  |
| 2019 | GQ 2019 Men of the Year                                                            | Đại sứ công ích                                | N/A                                       | Đoạt giải | [ 39 ]  |
| 2019 | 6th Actor of China 中国电视好演员                                                  | Diễn viên ưu tú                                | Minh Lan Truyện Người bạn thực sự của tôi | Đoạt giải | [ 40 ]  |
| 2019 | 6th Actor of China 中国电视好演员                                                  | Nam diễn viên xuất sắc nhất (nhóm lục)         | Minh Lan Truyện Người bạn thực sự của tôi | Đoạt giải | [ 40 ]  |
| 2019 | Golden Bud - The Fourth Network Film And Television Festival                       | Nam diễn viên tốt nhất                         | Minh Lan Truyện Người bạn thực sự của tôi | Đề cử     | [ 41 ]  |
| 2019 | 24th Asian Television Awards                                                       | Nam diễn viên phụ tốt nhất                     | Người bạn thực sự của tôi                 | Đề cử     | [ 42 ]  |
| 2020 | China Movie Channel (CCTV-6) M List                                                | Nam diễn viên tiềm lực nhất                    | Tôi và tổ quốc của tôi                    | Đề cử     | [ 43 ]  |
| 2020 | Duyệt Văn Thịnh Điển 阅文盛典                                                      | Nam diễn viên siêu cấp chất lượng              | N/A                                       | Đoạt giải | [ 44 ]  |
| 2020 | Tập đoàn Nhật báo Bắc Kinh 北京日报报业集团                                        | Nam diễn viên phụ phổ biến nhất                | Minh Lan Truyện                           | Đoạt giải |         |
| 2020 | Lễ vinh danh nhân vật của năm của Tuần báo tin tức Trung Quốc                      | Nhân vật diễn nghệ của năm                     | N/A                                       | Đoạt giải |         |
| 2020 | Đêm hội Gào thét của IQIYI                                                         | Diễn viên phẩm chất của năm                    | Trùng khởi                                | Đoạt giải |         |
| 2021 | Ảnh Thị Bảng Dạng (hình mẫu truyền hình) năm 2020 do Beijing Daily Group bình chọn | Diễn viên nhân khí (nổi tiếng) của năm         | Trùng khởi                                | Đoạt giải |         |
| 2021 | Weibo Movie Awards Ceremony                                                        | Diễn viên biểu hiện lực của năm                | N/A                                       | Đoạt giải |         |
| 2022 | Giải thưởng sách trắng Đằng Tấn 2021                                               | Diễn viên thực lực kịch truyền hình 2021       | Kẻ Phản Nghịch                            | Đoạt giải |         |
| 2022 | Giải thưởng điện ảnh Kim Lộc lần thứ 32 第32届浙江电视牡丹奖                       | Nam diễn viên chính xuất sắc nhất              | Mùa đông ấm áp ôm lấy em                  | Đoạt giải |         |
| 2022 | Giải thưởng truyền hình Hoa mẫu đơn Chiết Giang 第32届浙江电视牡丹奖               | Nam diễn viên ưu tú                            | Kẻ Phản Nghịch                            | Đoạt giải |         |
| 2022 | Giải thưởng Kim Kê lần 35 第35届中国电影金鸡奖                                     | Nam diễn viên chính xuất sắc nhất              | Nhân sinh đại sự                          | Đoạt giải |         |
| 2022 | Thịnh điển "Quang ảnh Trung Quốc" lần thứ 3 第三届“光影中国”荣誉盛典2021-2022      | Nam diễn viên xuất sắc                         | Nhân sinh đại sự                          | Đề cử     |         |
| 2023 | Giải thưởng Kim Du Hoa lần thứ 3 第三届金榆花奖                                    | Nam diễn viên xuất sắc                         | Nhân sinh đại sự                          | Đoạt giải |         |
| 2023 | Giải thưởng Bạch Ngọc Lan lần thứ 28 第28届上海电视节白玉兰奖                      | Nam diễn viên xuất sắc                         | Kẻ Phản Nghịch                            | Đề cử     |         |
| 2023 | Giải thưởng điện ảnh sinh viên lần thứ 30 第30届大学生电影节                       | Nam diễn viên xuất sắc                         | Nhân sinh đại sự                          | Đoạt giải |         |
| 2023 | Giải thương Kim Lộc điện ảnh Trường Xuân lần thứ 18 第18届中国长春电影节金鹿奖     | Nam diễn viên xuất sắc                         | Cô Gái Mất tích                           | Đoạt giải |         |
| 2023 | Thịnh điển vinh dự Quang ảnh Trung Quốc lần 4 第四届光影中国荣誉盛典               | Nam diễn viên quan tâm nhất năm                | Cô Gái Mất tích                           | Đoạt giải |         |
| 2023 | Liên quan phim quốc tế Macao lần thư 15 第15届澳门国际电影节                       | Nam diễn viên xuất sắc                         | Cô Gái Mất tích                           | Đoạt giải |         |
| 2024 | Đêm hội Weibo 2023 2023微博之夜微博年度品质电影                                    | Nam diễn viên phẩm chất điện ảnh               | Cô Gái Mất tích Bên Sông sai lầm          | Đoạt giải |         |

### Forbes
| Thời gian  | Danh hiệu                                                                               |
| ---------- | --------------------------------------------------------------------------------------- |
| 02.08.2018 | Top 30 Người Nổi Tiếng dưới 30 tuổi ảnh hưởng nhất của Forbes Trung Quốc 2018 - Hạng 30 |
| 20.08.2019 | Top 100 Người Nổi Tiếng Nhất Forbes Trung Quốc 2019 - Hạng 17                           |
| 27.08.2020 | Top 100 Người Nổi Tiếng Nhất Forbes Trung Quốc 2020 - Hạng 12                           |
| 08.12.2020 | Top 100 Người nổi tiếng có ảnh hưởng nhất trên mạng xã hội của Châu Á - Thái Bình Dương |